# Leptaulax sakaii
Leptaulax sakaii là một loài bọ cánh cứng trong họ Passalidae. Loài này được Iwase miêu tả khoa học năm 1996.